# Проспект Чайковского
Проспе́кт Чайко́вского — основная магистраль города Твери, идущая от берега реки Лазури через площадь Капошвара (пересечение с проспектом Победы) к Тверскому железнодорожному вокзалу (пересечение с улицей Коминтерна). Ширина проспекта — 4 полосы движения, протяжённость — 2,0 км. Параллельно проспекту, с его восточной стороны, проложена выделенная двупутная трамвайная линия.

## История
Станционное шоссе было проложено в 1850 году для связи между станцией Тверь и городом. В 1901 году рядом с шоссе была проложена узкоколейная трамвайная линия. С реконструкцией путевого хозяйства трамвая, пути были проложены по обе стороны от проезжей части. С середины 1930-х годов началась реконструкция шоссе и его застройка жилыми кварталами, в этот же период шоссе было переименовано, и получило новое наименование в честь композитора П. И. Чайковского. На его чётной стороне по проекту архитектора А. И. Гусарова были возведены большие жилые дома (дд. 42, 44, 46, 52а) и школа (д. 70, ныне — один из корпусов ТГУ), перед которыми был разбит сквер. Также на проспекте находился один из двух городских памятников И. В. Сталину (второй был установлен в городском саду).
В феврале — декабре 1941 года, в доме № 44 жил бургомистр Калинина, подполковник СС, В. А. Ясинский. В том же доме в 1948—1960 гг. жил Герой Советского Союза, гвардии полковник Н. В. Кошелев.
В послевоенный период застройка проспекта продолжилась. В 1960-х годах была завершена композиция Круглой площади (ныне площадь Капошвара), ликвидировано пересечение проспекта с Коняевской железнодорожной веткой. В 1966 году на проспекте были построены первые 9-этажные здания в городе (дд. № 7, 16).

## Предприятия, учреждения, организации
На проспекте расположены: трамвайное депо № 1, научно-производственный центр «Тверьгеофизика» (д. 28/2), проектный институт «Тверьпроект» (д. 19а к. 1), училище культуры (д. 19), научно-производственный центр «Славнефть» (д. 21а), Главное бюро медико-социальной экспертизы по Тверской области (д. 62а), химический и биологический корпуса Тверского государственного университета (д. 70/1), гостиница «Турист» (д. 102), большое количество магазинов. Согласно плану зонирования территории города администрации Твери, проспект Чайковского отнесён к центральной коммерческой зоне.

## Транспорт
- Автобус: 2, 7, 15, 24, 30, 33к, 36, 52, 106, 113, 116, 177, 202, 204, 205, 223, 227.

1. ↑  Почтовые индексы Твери. Почтовые индексы России. Архивировано 4 сентября 2012 года.
2. ↑  
колл. авт. Город Калинин / В. И. Захаров. — 2-е изд. — М.: Московский рабочий, 1989. — 101—102 с.
3. ↑  Полякова Е. А. Утраченные памятники города Твери // Монументальная городская скульптура / Ключкина А. А. — Тверь: Центр. гор. б-ка им. А. И. Герцена, 2007. Архивировано 17 ноября 2011 года. Архивированная копия. Дата обращения: 9 декабря 2011. Архивировано из оригинала 17 ноября 2011 года.
4. ↑  Герою Советского Союза Николаю Кошелеву в Твери будет установлена мемориальная доска // Тверские Ведомости. — 19.12.2012. Архивировано 3 сентября 2013 года.
5. ↑  Карта правового зонирования. Администрация г. Твери. Архивировано из оригинала 4 сентября 2012 года.

- рвисе Яндекс.Панорамы.
- колл. авт. Проспект Чайковского // Улицы города Калинина. — М.: Московский рабочий, 1978. — 184 с.
- Литвицкий К. В. Энциклопедия тверских улиц. — 2-е изд. — Тверь, 2011. — 200 экз.
- Проспект Чайковского. tverplanet. Архивировано 17 мая 2012 года.
- Проспект Чайковского. oldtver (24 марта 2011). Архивировано 17 мая 2012 года.